# Pravljica o žabi
Pravljica o žabi je slovenska ljudska pripoved. Glavna književna oseba je grofica, v zgodbi pa nastopata še žaba in vrag, kot stranska lika. Pripoved je poučna, ker vsebuje več naukov.

## Analiza pripovedi na osnovi feministične teorije Clarisse Pinkole Estés
Literarnega časa in kraja dogajanja ne moremo natančno določiti. V zgodbi se namreč pojavijo besedne zveze, kot so npr. nekoč, nekega dne, čez sedem let, sedem dni… in veliko posestvo z gradom, daleč stran, zapuščeni kraj, podzemlje... Zatorej lahko rečemo, da sta literarni čas in kraj predstavljiva, saj temeljita na zgodovinskih dejstvih in mitih. Pekel se namreč pojavi v mnogih verstvih, gradovi pa so del vsakdanjega življenja.
V pripovedi najdemo mitično bitje, ki ponazarja utelešenje zla (vrag oz. hudič) ter poosebljene živali (žabe). Poleg tega se dogajajo nenavadne stvari (prihod v pekel, žabe držijo orodje, hlače se spremenijo v goloba…), večkrat pa so omenjena tudi pravljična števila (trikrat dlje, sedem let, sedem mladih, sedem dni).
Pravljica o žabi vsebuje več naukov, ki jih lahko ponazorimo kar z nekaterimi reki, kot so: »Obljuba dela dolg«, »Kar seješ, to žanješ« in »Vračaj dobro z dobrim«. Zasledimo pa lahko tudi vrsto simbolov in skritih pomenov. Temu, da ženska prevzame moška opravila (npr. molze krave, seka drva, žanje travo...), lahko z drugimi besedami rečemo matriarhat. Kot drugo, se v pripovedi stalno izmenjujeta sreča in nesreča - grofica žanje deteljo (sreča), a rani žabo (nesreča), jo odnese proč in ima mir (sreča), čez sedem let pride ponjo vrag (nesreča) itd. Nenavaden je tudi prihod v pekel. V njem ni, poleg žab, niti ene žive duše. To, da mlade žabe v rokah držijo orodje (vilice, žlico, nož, sekiro...) lahko namiguje na marsikaj. Lahko je celo prispodoba za požrešnost. Po sedmih dneh grofica dobi dovoljenje za vrnitev na drugi svet. Prehod med svetovi (življenje in smrt) je značilnost krščanske vere, kjer Jezus oživi Lazarja, kasneje pa tudi sam vstane od mrtvih. V zadnjem delu pripovedi pa se pojavita še bela goloba, ki sta simbol za mir in spravo, torej srečen konec zgodbe.
Pripovedovalec je tretjeosebni ali vsevedni.

### Interpretacija lirerarnih likov
- Grofica je marljiva in dobrosrčna ženska, ki je kljub plemenitemu stanu, ni strah poprijeti za delo. Pri tem jo ovira žaba, zato živali obljubi pomoč, če ji ta izgine izpred oči. Ker pa obljuba dela dolg, grofica čez sedem let z vragom odide v pekel, da bo žabam za babico. Tam dobi nalogo, ki jo urno in zelo dobro opravi. C. P. Estés pravi, da »gospodinjski opravki (npr. kuhanje) v pravljicah dostikrat predstavljajo prispodobo za ocenjevanje, krepitev in čiščenje duševnega življenja«. Tako je tudi močna ženska intuicija »da bo vse dobro« tista, ki je grofici pomagala izpolniti naloge. Na koncu je namreč premagala vraga tako, da je upoštevala žabine nasvete.

- Žaba ali na splošno živalski ženin (v Pravljici o žabi je žaba vragova nevesta), je zelo pogost pravljični motiv; poznamo npr. Žabji princ, Žabji kralj in zvesti Henrik, Ježek Janček… Ta (živalski ženin) pa po besedah C. P. Estés »predstavlja zlonamerno bitje, ki se skriva za dobronamernim videzom«. Žaba je zelene barve, ki je po ljudskem verovanju barva hudiča. Pomeni torej prikrito zlo, moškost ter ego, ki v mnogih pravljicah, z ženskimi liki manipulira. To počne, vse dokler se naivnemu dekletu žival ne zasmili in jo z nekim dejanjem (npr. poljub, poroka…) odreši uroka.

- Vrag je v zgodbi prisoten kot stranski lik. Po ljudskem verovanju obstaja od nekdaj in ima neskončno podob. V Pravljici o žabi se pojavi kot zeleno oblečen gospod z rdečo čepico na glavi. Grofico omami in odpelje v svoj podzemeljski grad. To, da med potjo grofica nič ne vidi, ne sliši in ne čuti, je lahko po feministični teoriji prispodoba za nezavedno posilstvo. Čez sedem dni ji pod pretvezo dobro opravljenega dela, ponudi celo plačilo, kar pa močno namiguje na opis prostitucije. S tem želi hudič dokazati svojo moško nadrejenost, moč in oblast. Ker pa »lik hudiča predstavlja naravnega plenilca ženske psihe« (C. P. Estés), ta v nadaljevanju, grofico na poti domov spet nadleguje v obliki burje. V tej preobleki, ki simbolično ponazarja uničevalno silo oz. opustošenje, želi hudič zlomiti krhko žensko dušo. Grofica pa se mu kljub vsemu postavi po robu, tako da na koncu eros (dobro) le premaga tanatos (zlo).

## Primerjava z drugimi pravljicami
Antropomorfizacija živali se pojavi v ogromno pravljicah. Velikokrat imajo te živali poleg daru govora, tudi kakšne posebne moči. Taki pravljici sta tudi Beli žerjav in Vračaj dobro z dobrim. Obe pravljici govorita o tem, da se moramo držati svojih obljub ter delati dobra dela. Samo tako lahko predstavljamo zgled ljudem okoli nas.
- Beli žerjav govori o starejšem paru na robu preživetja. Dedek nekega dne v gozdu reši žerjava iz pasti, ta pa se vrne v podobi zale deklice. Uslugo jima vrne tako, da stke blago (iz svojega perja), ki ga prodata in zaslužita za živež.

- V pravljici Vračaj dobro z dobrim, je govoreča žival orel. Nekoč starki zaceli rano in ji podari mesto, v zameno, da pusti njegovo gnezdo na miru. Babica pa obljubo prelomi, ko za vnukinjo zahteva orlovega mladiča. Z vnukinjo pečeno ptico pojesta.Ko orel to ugotovi, za kazen mesto spremeni nazaj v gozd in babici odpre staro rano.

Pravljica o žabi govori o tem, kako je grofica poslušala žabine nasvete in na koncu rešila vse svoje probleme. Zelo podobna je glavna misel basni Žabi: »Karkoli storiš, misli na konec in ne obupaj, četudi te tare sila!« Vedno se moramo zavedati posledic in sprejeti odgovornost za svoja dejanja.
- Žaba in njena mlajša sestra, se odpravita iskat vodo, saj je ribnik v katerem živita, napadla huda suša. Prispeta do vodnjaka in zamika ju, da bi skočili vanj. Po premisleku, se skušnjavi vendarle upreta. Malo zatem se na obzorju pojavi nevihta in zapade dež. Žabi se veseli in okrepčani vrneta v ribnik., k svoji družini.

Ena izmed posebnosti Pravljice o žabi pa je tudi ta, da je na koncu vrag (ali drugače rečeno hudič) tisti, ki ga prinesejo okoli in ne obratno. Tak razplet zasledimo tudi v pravljici Vrag se ženi.
- Grof ima tri hčerke, ki jih nihče ne želi za ženo, zato se vrag spremeni v mladeniča in zasnubi najstarejšo. Pelje jo v grad in postavi na izziv. Ker ga ne opravi jo vrže v pekel in se vrne po drugo hčer. Z njo stori enako. Tako pripelje še najmlajšo, ta pa izziv opravi. Ko vidi sestri v peklu, vraga s trikom prepriča, da eno za drugo, v košu odnese domov k staršem, kot dar. Ko se hudič tretjič vrne, ugotovi da je bil prevaran.

Zasledimo lahko tudi manjšo podobnost s pravljico Trnuljčica, kjer po dekle pride kočija z belimi konji ter jo odpelje na ples. V Pravljici o žabi po grofico prav tako pride voz s konji, katerega kočijaž je vrag, odpelje pa jo v pekel.

## Izdaje pripovedi
Pripoved je bila večkrat izdana skupaj z ostalimi slovenskimi ljudskimi pravljicami:
- Slovenske pravljice (Mladinska knjiga, 1965 in 1980 – zapisal Fran Nedeljko)
- Slovenske narodne pravljice (Mladinska knjiga, 1978 – zapisal Alojzij Bolhar in 1989 – zapisal Fran Nedeljko)
- Slovenske narodne pripovedke (Mladinska knjiga, 1981 – zapisal Alojzij Bolhar)